# Mathieu Joseph
Mathieu Joseph (* 9. Februar 1997 in Laval, Québec) ist ein kanadischer Eishockeyspieler, der seit Juli 2024 bei den St. Louis Blues in der National Hockey League unter Vertrag steht. Der Flügelstürmer verbrachte zuvor fünf Jahre bei den Tampa Bay Lightning, mit denen er in den Playoffs 2020 und 2021 den Stanley Cup gewann.

## Karriere
Mathieu Joseph besuchte in seiner Jugend das Collège Antoine-Girouard in Saint-Hyacinthe und lief für das Eishockeyteam der Schule in einer regionalen Nachwuchsliga auf. Mitte der Saison 2013/14 wechselte er zu den Saint John Sea Dogs in die Ligue de hockey junior majeur du Québec (LHJMQ), die ranghöchste Juniorenspielklasse seiner Heimatprovinz. Im Folgejahr 2014/15 entwickelte sich der Flügelstürmer zum regelmäßigen Scorer der Sea Dogs, so verbuchte er jeweils 21 Tore und Vorlagen in 59 Spielen, bevor er im NHL Entry Draft 2015 an 120. Position von den Tampa Bay Lightning ausgewählt wurde. Vorerst kehrte er jedoch in die LHJMQ zurück, wo er seine persönliche Statistik deutlich steigerte und in den beiden folgenden Spielzeiten 73 und 80 Scorerpunkte verzeichnete, sodass man ihn 2016/17 ins LHJMQ Second All-Star Team wählte. Darüber hinaus gewann der Kanadier mit seinem Team im Jahre 2017 die LHJMQ-Playoffs um die Coupe du Président, wobei er die gesamte Liga in der post-season in Punkten anführte (32).
Nachdem Joseph bereits im Dezember 2016 einen Einstiegsvertrag bei den Lightning unterzeichnet hatte, wechselte er zur Spielzeit 2017/18 fest in deren Organisation. Vorerst wurde der Angreifer beim Farmteam der Lightning, den Syracuse Crunch, in der American Hockey League (AHL) eingesetzt und verzeichnete dort in seiner ersten Profisaison 53 Punkte, womit er zum besten Scorer der Mannschaft wurde. In der anschließenden Vorbereitung auf die Saison 2018/19 erspielte er sich schließlich einen Platz in Tampas Aufgebot und debütierte somit im Oktober 2018 in der National Hockey League (NHL). Im Folgejahr gewann er mit dem Team in den Playoffs 2020 den Stanley Cup, wobei er in der post-season jedoch nicht zum Einsatz kam. Dem gegenüber verzeichnete er sechs Playoff-Einsätze im Folgejahr, als das Team den Titel verteidigen konnte.
Nach fünf Jahren in Tampa wurde Joseph im März 2022 samt einem Viertrunden-Wahlrecht im NHL Entry Draft 2024 an die Ottawa Senators abgegeben, die im Gegenzug Nick Paul zu den Lightning transferierten. Nach zwei Jahren dort schickten ihn die Senators ohne weitere Gegenleistung (future considerations) zu den St. Louis Blues und ergänzten dies aufgrund seines vergleichsweise hohen Gehaltes noch um ein Drittrunden-Wahlrecht im NHL Entry Draft 2025.

### International
Sein erstes internationales Turnier bestritt Joseph mit der kanadischen U20-Nationalmannschaft bei der U20-Weltmeisterschaft 2017 im eigenen Land. Dabei unterlag die kanadische Auswahl dem Team USA im Endspiel und errang somit die Silbermedaille. Sein internationales Debüt im Trikot der A-Nationalmannschaft feierte Joseph bei der Weltmeisterschaft 2019 in der Slowakei, wo er mit der Mannschaft die Silbermedaille gewann.

## Erfolge und Auszeichnungen
| - 2017 Silbermedaille bei der U20-Junioren-Weltmeisterschaft - 2017 Coupe-du-Président-Gewinn mit den Saint John Sea Dogs - 2017 LHJMQ Second All-Star Team | - 2019 Silbermedaille bei der Weltmeisterschaft - 2020 Stanley-Cup-Gewinn mit den Tampa Bay Lightning - 2021 Stanley-Cup-Gewinn mit den Tampa Bay Lightning |

## Karrierestatistik
Stand: Ende der Saison 2024/25

### International
Vertrat Kanada bei:
- U20-Junioren-Weltmeisterschaft 2017
- Weltmeisterschaft 2019

(Legende zur Spielerstatistik: Sp oder GP = absolvierte Spiele; T oder G = erzielte Tore; V oder A = erzielte Assists; Pkt oder Pts = erzielte Scorerpunkte; SM oder PIM = erhaltene Strafminuten; +/− = Plus/Minus-Bilanz; PP = erzielte Überzahltore; SH = erzielte Unterzahltore; GW = erzielte Siegtore; 1 Play-downs/Relegation; Kursiv: Statistik nicht vollständig)

## Persönliches
Sein jüngerer Bruder Pierre-Olivier Joseph (* 1999) ist ebenfalls Eishockeyspieler und wurde im NHL Entry Draft 2017 an 23. Position von den Arizona Coyotes berücksichtigt.